# 達卡大學
達卡大學（英語：University of Dhaka）是現代孟加拉國歷史最悠久的的大學，由英屬印度政府於1921年創立。達卡大學以牛劍的教育模式為模板，其對孟加拉國的發展有著重要影響。
現在是孟加拉國最大的公立大學，學生人數超過三萬。被《Asiaweek》評為亞洲前一百的大學之一。 然而自1990年代以來，其學術研究受到了孟加拉國不穩的政局的巨大影響。

## 歷史
孟加拉分治計劃在1911年廢止。為了彌補不滿的穆斯林民眾，應穆斯林領袖赫瓦贾（Khwaja Salimullah）等人的要求，喬治·寇松同意為穆斯林建立一所大學。1913年12月達卡大學正式獲批。
第一任校長是Philip Joseph Hartog。根據印度立法委員會的1920年達卡大學法案，1921年大學正式建立。最初只有文科、科學和法學三科。

## 校區
該大學有超過20所學生、教師公寓。

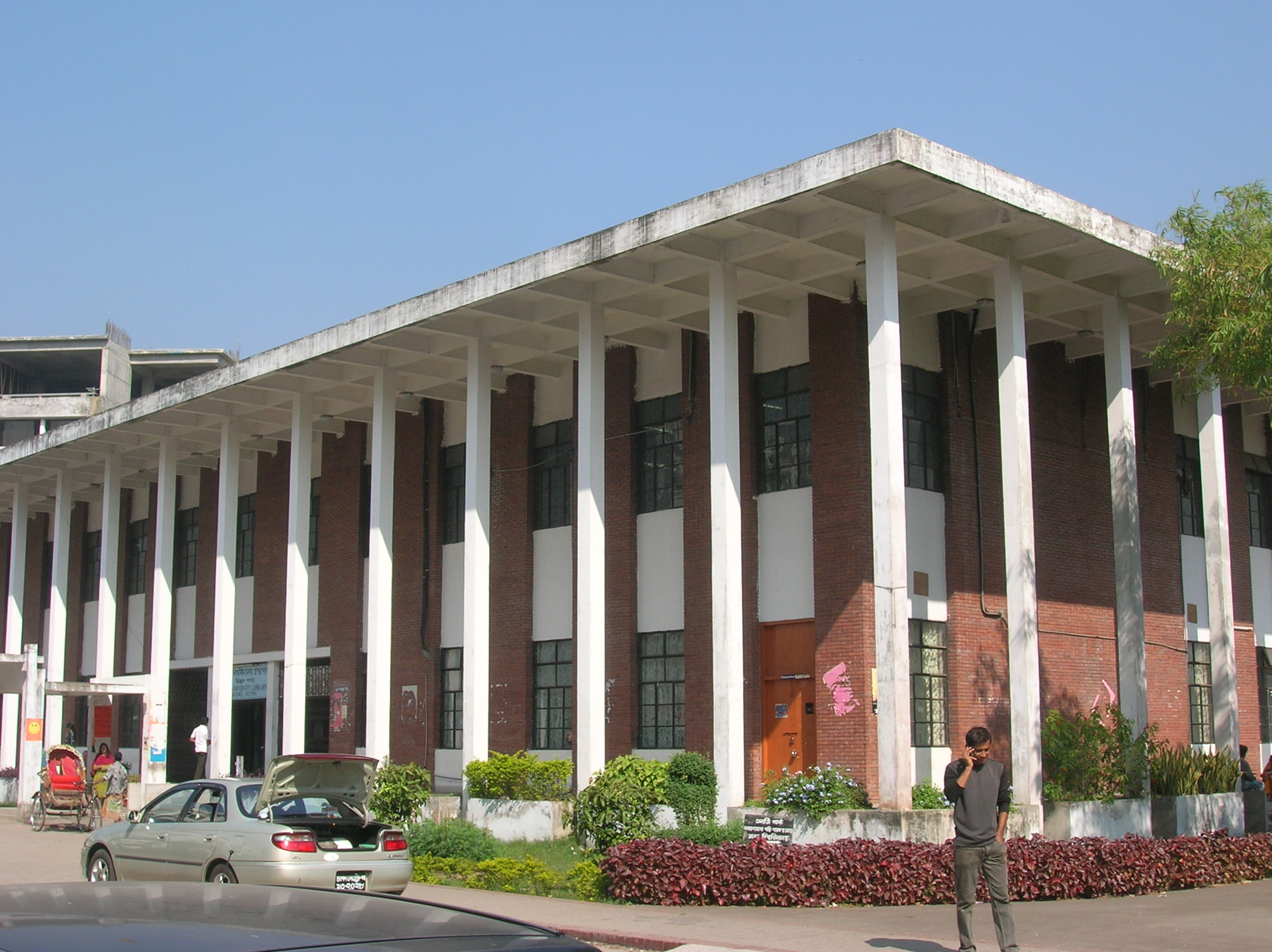
大學圖書館

達卡大學圖書館是孟加拉國最大的圖書館之一，藏書超過60萬。

## 校友
- 穆罕默德·尤纳斯 - 2006年諾貝爾和平獎得主。

## 事件
- 1971年達卡大學大屠殺

## 外部連結
- Official website
- University of Dhaka Prospectus 2008

23°43′53.57″N 90°23′32.99″E / 23.7315472°N 90.3924972°E